# Yang Zhenji
Yang Zhenji (1921 – 27 marzo 2007) è stato un artista marziale cinese.
Cominciò a studiare con suo padre Yang Chengfu e suo fratello maggiore Yang Zhenming all'età di 6 anni.  Alla fine degli anni '40 cominciò a insegnare taijiquan stile Yang, da Canton a Pechino, Tianjin, Guangxi e Handan.
Yang Zhenji è stato presidente della Associazione Wushu di Handan e ora è membro del comitato dell'Associazione Wushu di Hebei e presidente della Associazione Wushu di Handan. Ha scritto "Il taijiquan di Yang Chengfu".